# Manambolo (rivier)
De Manambolo ontspringt in de hooglanden van Madagaskar, ongeveer 130 kilometer ten westen van Antananarivo. De rivier is door geërodeerde sedimenten oranje-rood van kleur en stroomt naar de Straat van Mozambique. Ongeveer 70 kilometer voor de rivier de Straat van Mozambique bereikt, doorsnijdt deze de Manambolokloof. De bron ligt in het massief van Ankaroka. Een zijrivier van de Manambolo is de Manambolomati.

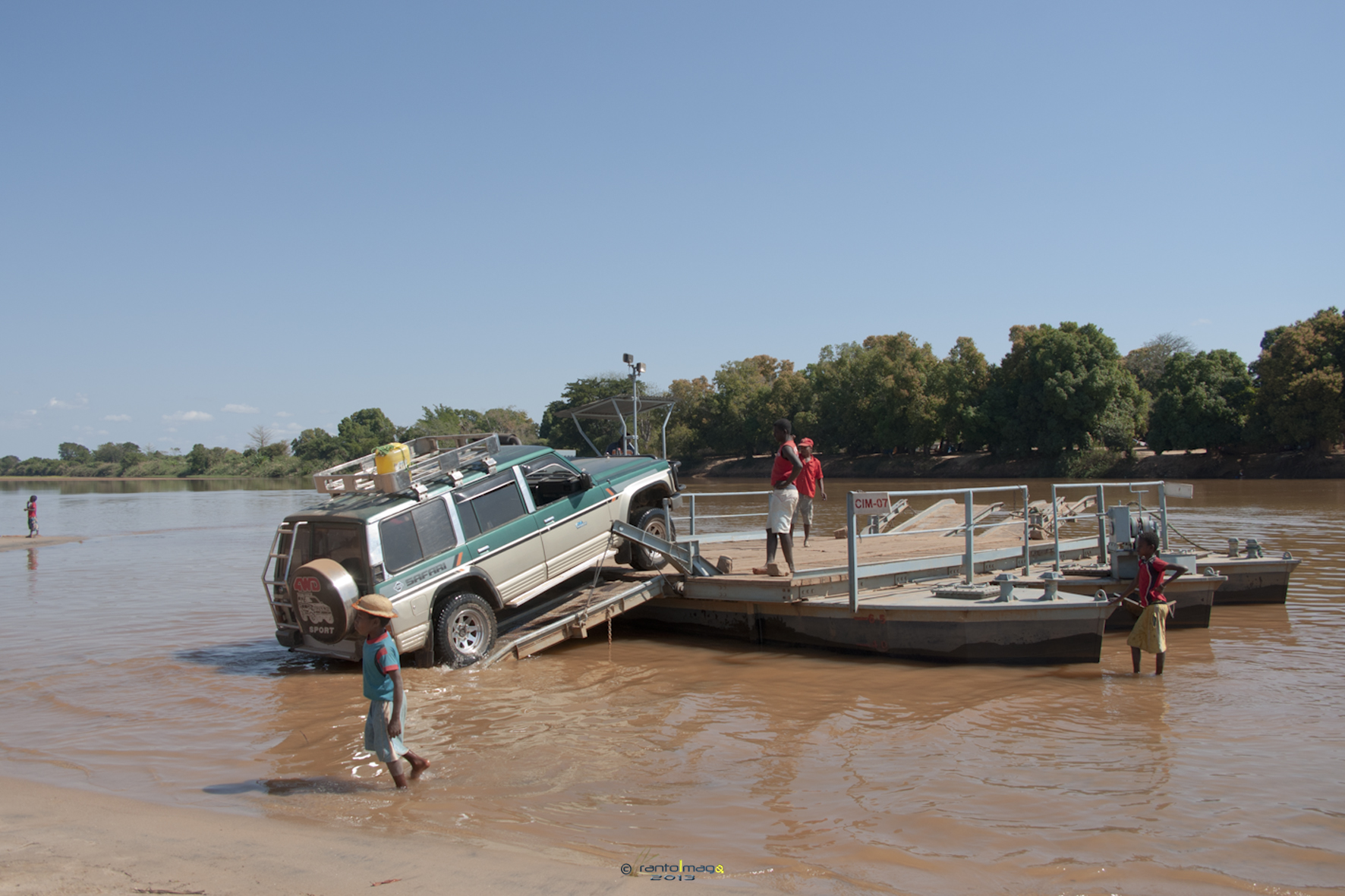
Pont over de rivier bij Bekopaka